# Aeroporto di Argirocastro
L'aeroporto di Argirocastro (ICAO: LAGK) è un'aviosuperficie civile albanese situato nelle vicinanze della città di Argirocastro, lungo la strada statale 4.  
La struttura è dotata di una pista in erba lunga 1347 m, l'altitudine è di 203 m (666 ft), l'orientamento della pista è 14/32.

## Storia
L'aviosuperficie venne messa in funzione inizialmente nel 1929, quando c'erano voli nazionali di linea tra Argirocastro e Tirana, ed è stata utilizzata principalmente per scopi civili e militari. L'aeroporto si trova a circa 1 km a est della città di Argirocastro. L'ultimo aereo ad atterrarvi è stato un aereo di proprietà dello Stato il 26 febbraio 1991, quando l'ex presidente albanese Ramiz Alia visitò Argirocastro per l'ultima volta. Dopo diversi tentativi per far riattivare l'aeroporto, nel 2021 6 aerei leggeri provenienti dalla Macedonia del Nord e dal Kosovo sono atterrati con successo all'aeroporto. L'obiettivo è quello di trasformare l'aeroporto in una destinazione turistica e sportiva per tutto l'anno. Alla fine, l'aerodromo è stato certificato per scopi turistici e sportivi dall'Autorità albanese per l'Aviazione nel luglio 2022 e gli è stato assegnato il codice ICAO LAGK.
Nel gennaio 2024, il vice primo ministro e ministro delle infrastrutture dell'Albania, Belinda Balluku, ha annunciato che il nuovo aeroporto nel sud dell'Albania sarà costruito nell'attuale aerodromo di Argirocastro.